# Joseph (Guze) Damato
Joseph Damato (parfois orthographié D'Amato) est un architecte maltais né à Sfax (Tunisie) le 12 décembre 1886, au sein d’une famille d’émigrants maltais installée dans le pays depuis 1850. Il est mort le 26 mai 1963 à Attard (Malte). 
Il conçut, dessina et supervisa la construction de très nombreuses églises et de plusieurs bâtiments religieux et civils de Malte.

## Biographie

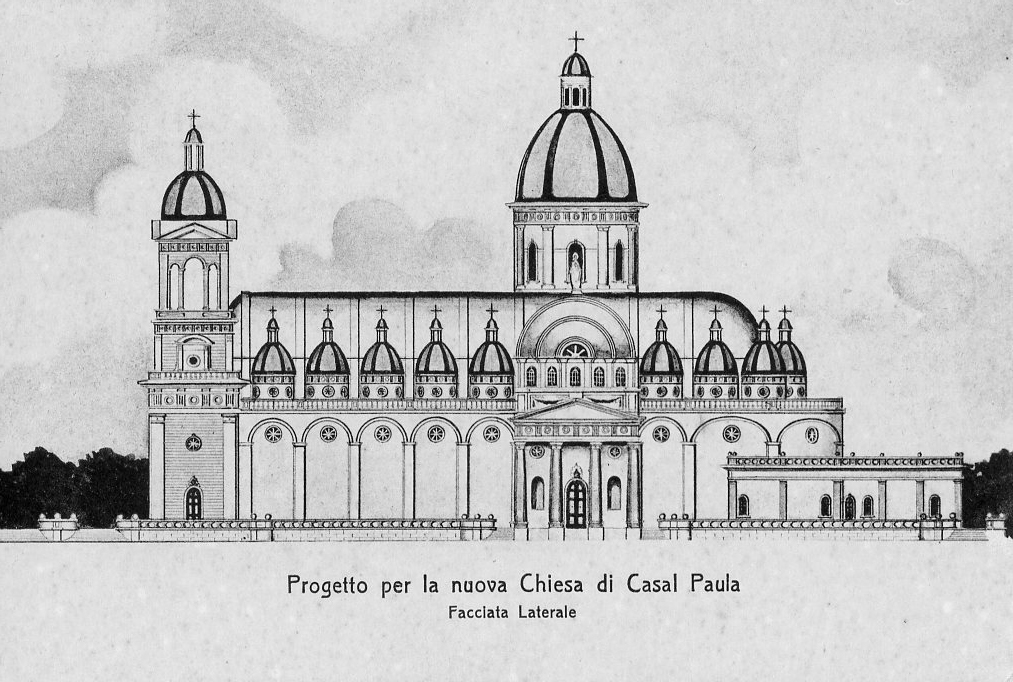
Projet pour l'église de Paola dessiné par Joseph Damato

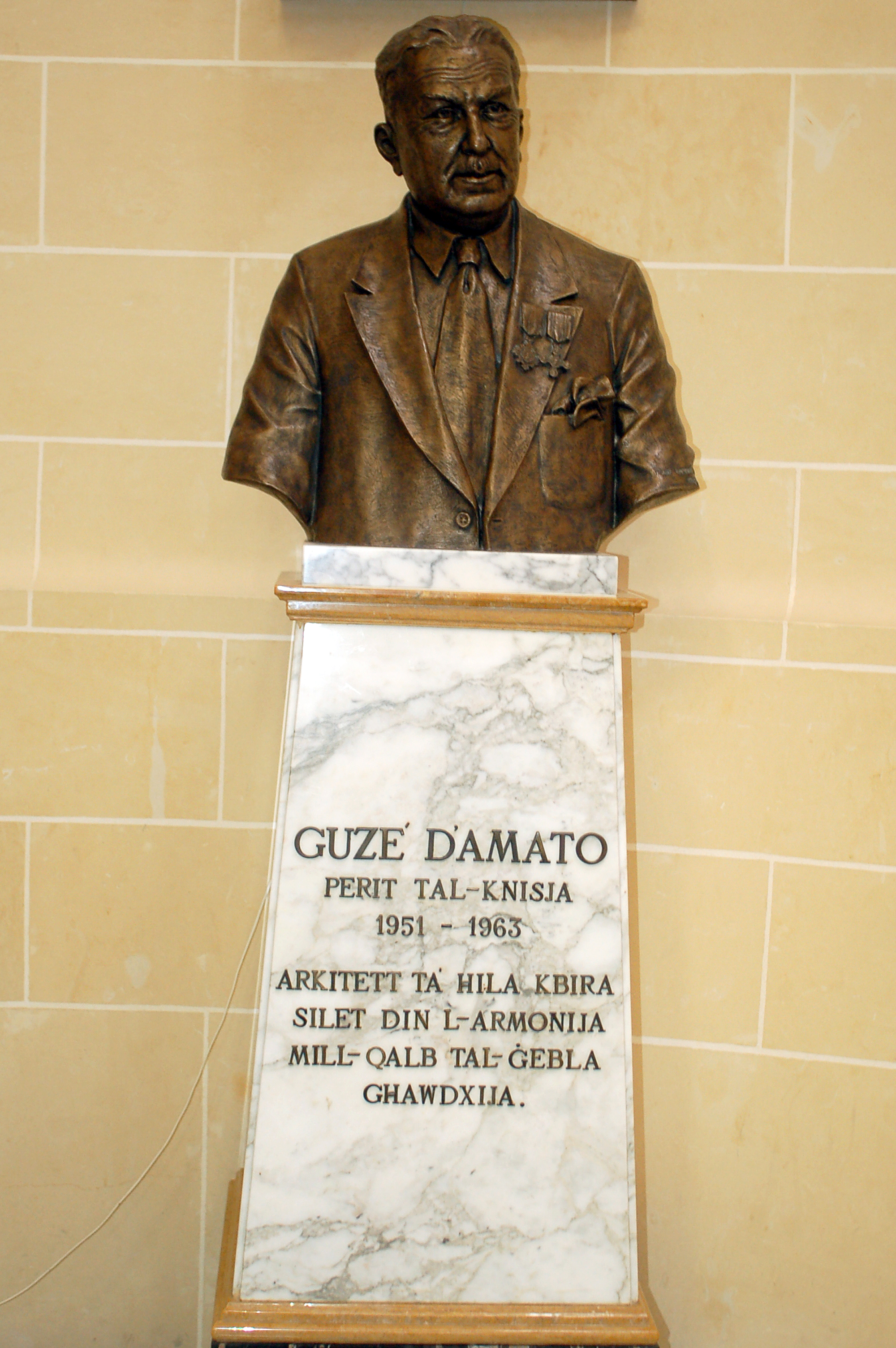
Buste de Joseph Damato dans l'église de Xewkija (Gozo)

Ses parents possédaient à Sfax où il naquit, un petit chantier naval et un commerce de fournitures maritimes. Ils ont également travaillé avec l'industrie du bâtiment.
Joseph Damato a été éduqué par les Frères chrétiens. Très tôt, il se passionna pour l’architecture et observa les techniques du béton armé appliquées par les ingénieurs français en Tunisie. En raison d'un différend avec son père au sujet de la direction de leur entreprise, il décida de repartir à Malte et se fixa à Paola où certains membres de sa famille maltaise d'origine vivaient toujours. 
En 1911, il épousa à Malte Mlle Joséphine Farrugia et entra dans l'entreprise familiale d'importation de céramiques françaises. 
En 1920, il fut décidé de construire une nouvelle église à Paola, l'ancienne chapelle datant de 1630 étant devenue trop petite. Joseph Damato bien que n'étant pas diplômé d'une école d'architecture proposa d’en dessiner les plans. Ils furent acceptés par le comité de village et la Curie et l'architecte Philip Tortell, accepta d'y apposer sa signature pour validation. Commencée le 1er avril 1922, le bâtiment fut achevé fin 1961. 
Après avoir finalisé ses études d’architecture et obtenu son diplôme à Tunis, Joseph Damato revint s’installer définitivement à Malte où il ne resta pas inactif pendant les années de guerre. Le père dominicain Bajjada lui confia l'agrandissement de la petite église de Gezu Nazzarenu à Sliema. 
Fort de ces travaux réussis, on lui confie ensuite la réalisation de l'aile droite et du bloc central de collège De La Salle (I930), en 1946, la conception de l’église de Kalkara, celle de l’hôpital Sainte Catherine à Attard pour les sœurs dominicaines,  l’église franciscaine et celle de l’Immaculée Conception d’Hamrun.
L'église de Xewkija à Gozo datait du XVIIe siècle et était, elle aussi, devenue trop petite pour la population du village. Dans ce cas, le problème était de savoir comment construire la nouvelle église sans toucher à l'ancienne. Aucun architecte ne voulait prendre en charge cette tâche difficile. En 1952, M. Damato accepta l'invitation de l’archiprêtre de produire un plan et de diriger les travaux de la nouvelle église. La même technique utilisée dans la construction de l'église de Paola fut employée pour la Rotonde de Xewkija.
Le travail prit fin en 1981. Son dôme particulièrement imposant, est le troisième du monde (75 mètres de haut, 28 mètres de diamètre et une circonférence de 85 mètres).
La construction de l'église rotonde de Saint-Jean-Baptiste de Xewkija incita les Carmélites de La Valette à inviter Joseph Damato à dessiner les plans de leur future église: la Basilique Notre-Dame-du-Mont-Carmel de La Valette. Il y avait une forte opposition à ce projet qui prévoyait la construction d'une grande coupole qui allait changer le paysage de La Valette. La première pierre fut posée le 30 avril 1958. La nouvelle basilique a été ouverte et bénite le 15 juin 1981, après le retrait de l'ancienne église de l'intérieur de la nouvelle comme à Xewkija.    

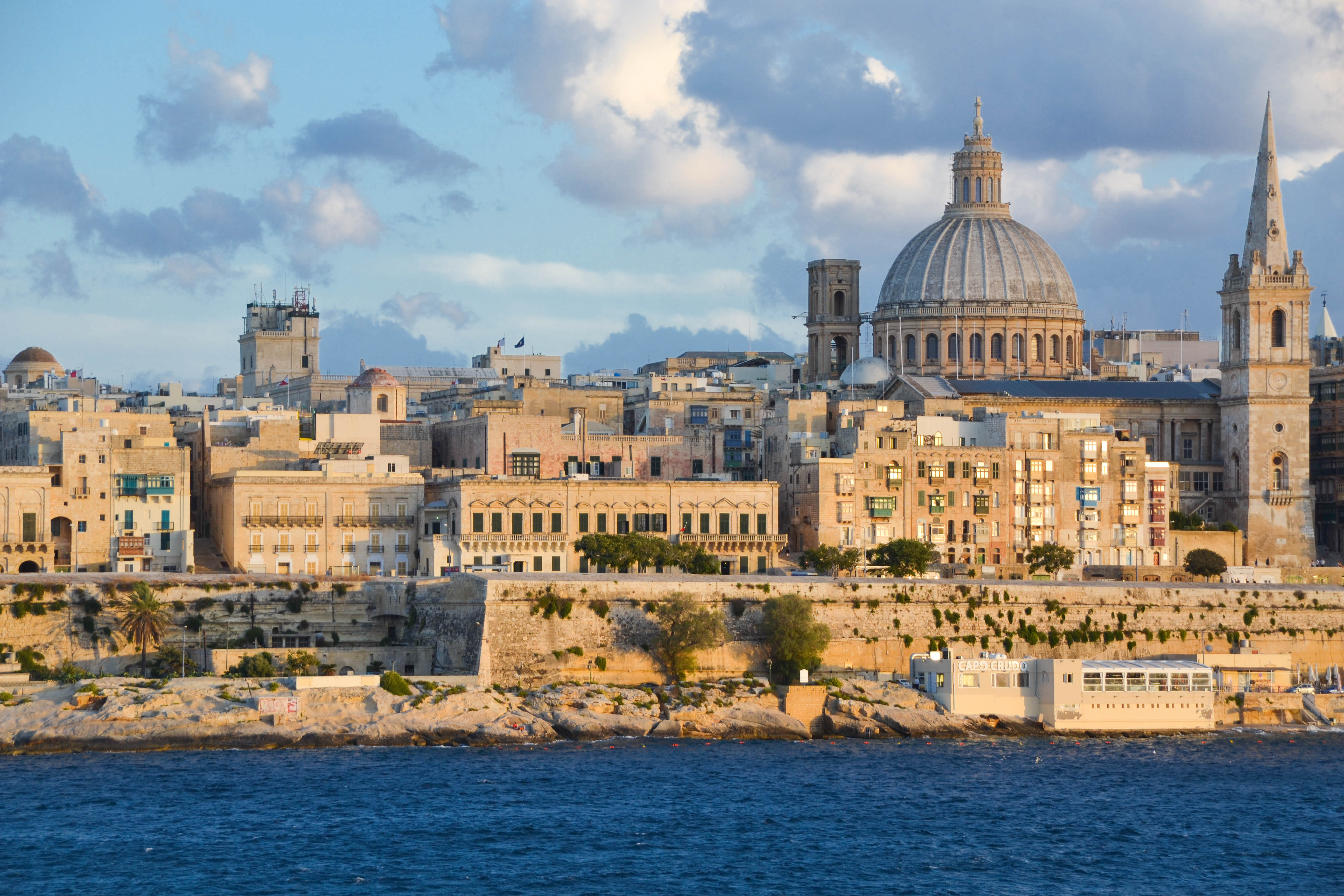
La coupole de la basilique Notre-Dame-du-Mont-Carmel

Une liste de tous les plans que M. Damato a faits pour les églises de différentes paroisses dépasserait une page entière. Il suffit de mentionner les plus notables.
L'ancienne église de Dingli fut transformée par l'ajout de deux nefs latérales , l'ancienne chapelle de Mtahleb fut ornée d'une belle coupole. Il dessina aussi un petit dôme supplémentaire pour l'église de San Lawrenz (Gozo).
L'église de Santa Maria de Bubaqra à Zurrieq a été entièrement reconstruite selon ses plans. Il acheva le dôme de l'Église Saint-Gaétan-de-Thiene d'Hamrun, conçu par André Vassalo,.
On lui doit l'étonnante conception de l'église de Saint-François-d'Assise d'Hamrun, construite en 1950 par la communauté franciscaine.
Il dessina les plans des salles paroissiales de Mgarr et de Naxxar, ceux de l’école St. Monica à B'Kara. On lui doit la conception du centre de rencontres et de retraites chrétiennes de Loyola House de Naxxar et La voûte de l'église de Sainte-Marie la Miséricordieuse à Bir-Id-Deheb, Iż-Żejtun.
En 1928, il se présenta comme candidat du Parti nationaliste. Il espérait être en mesure d'obtenir un crédit du gouvernement pour la construction de l'église de Paola. Mais il ne fut pas élu. A Malte dans les années 1920, il y avait beaucoup de chômage grâce à l'Office du placement des Français en Tunisie, il a aidé un nombre considérable de maltais à trouver un emploi en Tunisie et en Algérie.
Particulièrement pieux, Joseph Damato était peu exigeant sur ses rémunérations pour son travail acharné. Il disait que sa rétribution se ferait au ciel !
Mais, les Frères de la Communauté chrétienne le firent membre affilié et il reçut en plus la Sainte Croix Pro Ecclesia et Pontifice et la Croix du Latran.
Il est décédé dans la matinée du dimanche 26 mai 1963 dans l'une des chambres de l'Hôpital Sainte-Catherine qu'il avait construit, entouré par les Sœurs Dominicaines.
Son nom fut donné à des rues de Paola, Xewkija, Ħal Qormi. Son buste se trouve dans l'église de Saint-Jean-Baptiste de Xewkija.